# Axiom Verge 2
Axiom Verge 2 (с англ. — «Грань аксиомы 2») — инди-игра в жанре метроидвания, разработанная Томасом Хэппом. Это сиквел к Axiom Verge и был выпущен 11 августа, 2021, на Nintendo Switch, PlayStation 4 и Windows (эксклюзивно для пользователей Epic Games Store). Позже игра была выпущена в Steam и на PlayStation 5 в Августе 2022. Также была портирована на Xbox One в июле 2023.
Игра рассказывает об Индре Чаудхари, миллиардерше, которая получает таинственное сообщение: если она хочет снова увидеть свою пропавшую дочь, ей нужно отправиться в Антарктиду. Игра получила в целом положительные отзывы от критиков.

## Игровой процесс

Одна и та же локация на Поверхности (вверху) и в Разломе (внизу)

Подобно своей предшественнице, Axiom Verge 2 представляет собой двухмерный экшен с элементами приключения. Игрок управляет Индрой Чаудхари — загадочной миллиардершей. Игровой процесс заимствует элементы из классических игр 1980–1990-х годов, таких как Metroid, Contra, Blaster Master и Bionic Commando. Игра делает акцент на исследовании и боевых действиях, предлагая множество предметов, врагов и усилений. Большинство улучшений Индры представлены в виде «Рук» — сущностей с различными способностями.
Индра может сражаться с врагами при помощи оружия — таких как топоры и бумеранги — или же взламывая их, чтобы изменять их поведение. Её параметры, такие как здоровье и сила атаки, можно свободно улучшать с помощью фляжек апокалипсиса, разбросанных по карте.
Необычно для метроидвании, большинство боссов в игре являются необязательными и могут быть пропущены без последствий для прохождения.
Основное действие Axiom Verge 2 происходит на планете Киенгир. Как и в первой части, мир разделен на два параллельных измерения: «Поверхность» и «Разлом». Поверхность — это более обширная зона, напоминающая Землю с её естественными ландшафтами, тогда как Разлом выглядит цифровым и доступен Индре только в виде искусственного дрона. Часто игроку необходимо перемещаться между этими измерениями, чтобы продвигаться вперёд, переходя из одной реальности в эквивалентные зоны другой.

## Сюжет
В 2053 году Индра Чаудхари, основатель и генеральный директор мегакорпорации Globe 3, приобретает компанию Hammond Corp после исчезновения её владелицы, Элизабет Хаммонд, занимавшейся исследованиями на станции Джонс в Антарктиде. Сделка включает оригинальный прототип ансибля — устройства для мгновенной связи. При включении прототипа Индра получает сообщение от неизвестного отправителя, призывающее её приехать в Антарктиду, если она хочет снова увидеть свою пропавшую дочь.
Изучая станцию Джонс, Индра телепортируется через грузовой лифт в неизвестный ей мир. Оказавшись в пещере, она начинает тонуть в поднимающейся воде, но восстанавливается на таинственном алтаре сущностью по имени Амашилама. Та представляет собой «Руку» — "разумное скопление наномашин", слившееся с телом Индры.
Индра находит лагеря исследователей группы Хаммонд. Они рассказывают, что изучали этот мир — Киенгир — до тех пор, пока на них не напали роботы, убив большинство людей. Грузовой лифт был разрушен, а казахские учёные из соседней станции Сагимбаева, с которыми велись переговоры, пропали без вести.
Позже Индра становится владелицей и других «рук», включая разумного Даму, который может переносить её сознание в дрон. К своему ужасу, она узнаёт, что Даму был еще ребёнком, когда его превратили в руку. Загадочная фигура, общавшаяся с Индрой через ансибль, в итоге оказывается самой Хаммонд. Индра также сталкивается с Ламассу — продвинутым ИИ, выпустившим роботов и уничтожившим лифт, чтобы предотвратить перекрёстное заражение между параллельными вселенными, такими как Земля и Киенгир.
Амашилама обманывает Индру, получая контроль над её телом и заключая её сознание в дрона Даму. Впоследствии Индра получает новое гуманоидное тело и сражается с Амашиламой, но обе обнаруживают, что продвинутая технология местного народа Сагига не даёт им окончательно умереть. Ламассу раскрывает истинные планы Амашиламы: завладеть армией "сиун", военных машин, и уничтожить материнский мир А’ансур. Она считает, что это принесёт свободу Киенгиру, но на деле приведёт к уничтожению множества миров, включая Землю. Несмотря на недоверие, Ламассу считает Амашиламу большей угрозой и даёт Индре задание остановить её, не дав воспользоваться хранившейся на Киенгире Сиуной.
Индра находит свою дочь Самару и Хаммонд в пространстве между вселенными, где они заключены вместе с множеством других людей. Хаммонд позволяет Индре поговорить с дочерью, но не объясняет, как они туда попали. Позже Индра выясняет правду о том, как Хаммонд оказалась в том месте: она находит её мёртвое тело на Киенгире — она погибла во время первого нападения Ламассу и не могла отправить сообщение Индре. Амашиламе удаётся взять под контроль и перенести своё сознание в Сиуну, оставляя тело оригинальной Индры без сознания. Новая Индра, видя своё оригинальное тело, начинает сомневаться в своей идентичности.
Новая Индра готовиться взорвать портал с Киенгира на А’ансур с помощью мощной "штормовой бомбы". Однако Амашилама мешает и заключает её в силовое поле. Внезапно появляется оригинальная Индра и атакует Амашиламу, давая новой Индре время активировать бомбу и сбежать. Взрыв уничтожает Амашиламу, Сиуну, старую Индру и портал. Новая Индра понимает, что больше не стремится вернуться на Землю, а лишь хочет вернуть Даму физическое тело. Она присоединяется к казахским учёным, которые, как оказывается, без ведома Hammond Corp превзошли человечество. Размышляя о смерти оригинала, новая Индра решает, что больше не может называться этим именем — она стала кем-то иным.
Если игрок завершил игру с высокими процентами прохождения, в сцене после титров будет показано, как старая Индра воссоединяется со своей дочерью, Самарой, в загробной жизни.

## Критика
| Сводный рейтинг       | Сводный рейтинг                   |
| Агрегатор             | Оценка                            |
| --------------------- | --------------------------------- |
| Metacritic            | PC: 78/100 NS: 76/100 PS4: 75/100 |
| Иноязычные издания    |                                   |
| Издание               | Оценка                            |
| Destructoid           | 8/10                              |
| Game Informer         | 7.75/10                           |
| GameSpot              | 7/10                              |
| IGN                   | 7/10                              |
| Jeuxvideo.com         | 14/20                             |
| Nintendo Life         | 9/10                              |
| Nintendo World Report | 8.5/10                            |
| PC Gamer (US)         | 87/100                            |

Игра получила «в целом положительные» отзывы на сайте Metacritic.
Том Сайкс из PC Gamer высоко оценил игру, назвав её «смелым и амбициозным сиквелом», который развивает идеи оригинала. Эрик Ван Аллен из Destructoid дал положительную рецензию, отметив, что игра «ощущается иначе и имеет собственную индивидуальность». Митч Фогель из Nintendo Life охарактеризовал версию для Nintendo Switch как «по-настоящему качественный опыт от начала и до конца». Тристан Огилви из IGN похвалил проработанный мир игры: «Axiom Verge 2 — это двухмерная метроидвания с параллельными измерениями, интересная для исследования, несмотря на однообразные сражения и невпечатляющие битвы с боссами».
Издание GameSpot отметило новые биомы, описав их как «достаточно отличающиеся друг от друга», и отдельно выделило «Разлом», заявив: «Изобретательность Разлома заключается в том, как он бросает вызов игроку через навигационные головоломки». По мнению Polygon, «экзистенциальное одиночество», создаваемое сюжетом, приносит игре «наиболее сильные моменты». Nintendo World Report положительно отозвался о механике заражения, позволяющей захватывать контроль над механическими объектами, отметив, что она «добавляет новый слой в боевую систему».
Издание NME также похвалило визуальное оформление окружений, однако раскритиковало чрезмерный акцент на исследовании, заявив, что это делает игровой процесс «плоским». Мэтт Миллер из Game Informer отметил, что размер карты может перегрузить игрока, и раскритиковал однообразие уровней, написав, что «многочисленные взаимосвязанные коридоры начинают сливаться в длинную и запутанную мешанину». Rock Paper Shotgun посчитало, что чрезмерное возвращение в ранее пройденные области и неудачное расположение целей делают игру «ненужно запутанной» для игрока.